# Scooby-Doo! Mistere cu cap și coadă
Scooby-Doo! Mistere cu cap și coadă este un film 3D de animație din 2020 produs de Warner Animation Group și bazat pe personajul creat de Hanna-Barbera Scooby-Doo și franciza cu același nume.
În limba română dublează: Ami, Mario Fresh și Dragoș Syko.